# Куцин Олег Іванович
Оле́г Іва́нович Куцин (псевдо: «Кум»; 23 листопада 1965, Івано-Франківськ — 19 червня 2022, с. Вірнопілля, Харківська область) — український громадський, політичний та військовий діяч, командир 49-го окремого стрілецького батальйону Сухопутних військ ЗСУ («Карпатська Січ») (травень — червень 2022), керівник «Легіону Свободи», член Політради Всеукраїнського об'єднання «Свобода», голова Закарпатської обласної організації Всеукраїнського об'єднання «Свобода», командир Окремої зведеної штурмової роти «Карпатська Січ» 93-ї механізованої бригади Збройних сил України, заступник голови Тячівської районної державної адміністрації (2005—2006), двічі обраний депутатом Тячівської міської ради.

## Життєпис

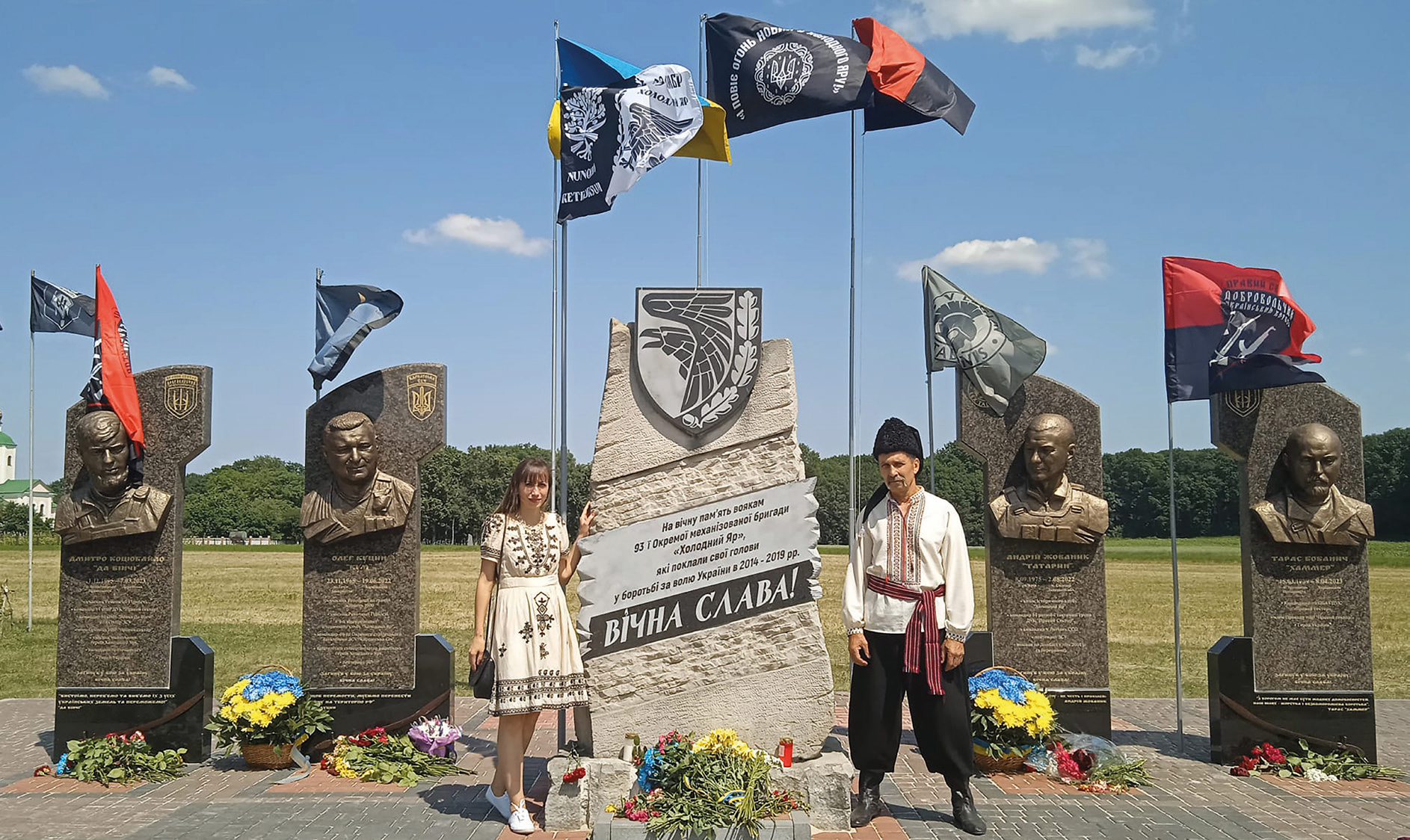
Меморіал добровольцям, які загинули в боротьбі за Українську державу, в Холодному Яру

Олег Куцин народився 23 листопада 1965 року в Івано-Франківську, де у той час навчалися його батьки. Закінчив Тячівську СШ № 1, нині ЗОШ № 1 імені Василя Ґренджі-Донського.
У 1982—1984 роках навчався в Івано-Франківському інституті нафти і газу. Після строкової служби, яку проходив у 1986—1989 роках, продовжив навчання у Львівському політехнічному інституті. Закінчив Львівський регіональний інститут державного управління НАДУ при Президентові України. У 2015 році пройшов курс військової підготовки у Національній академії сухопутних військ імені гетьмана Петра Сагайдачного за спеціальністю «Бойове застосування механізованих з'єднань, військових частин і підрозділів».
З 1987 року працював на Тячівському заводі «Зеніт», де пройшов шлях від майстра до виконувача обов'язків директора.
У 2005—2006 роках — перший заступник голови Тячівської райдержадміністрації.
З 2016 року з сім'єю проживав у Києві. З січня 2022 року — заступник директора, а з 15.02.2022 — перший заступник директора Комунальної організації «Муніципальна охорона» в місті Києві {1}

### Політична діяльність
У 1989 році Олег Куцин вступив у «Народний рух України за перебудову». 4 жовтня 1989 року, попри сувору заборону комуністів, вперше вивісив синьо-жовтий прапор у рідному Тячеві. Сталося це під час установчих зборів Тячівської районної організації Руху.
Брав активну участь у виборах до Верховної ради 1990 року. Учасник «Революції на граніті».
Був головою Закарпатської обласної організації Всеукраїнського політичного об'єднання «Державна самостійність України». У 1998 році балотувався до Верховна Рада 3-го скликання від Виборчого блоку партій «Менше слів». 28 травня 2003 року Верховний Суд України зняв з реєстрації Всеукраїнське політичне об'єднання «Державна самостійність України» як таке, що не відповідає нормам українського законодавства. Олег Куцин стає членом Всеукраїнського об'єднання «Свобода». Згодом головою Закарпатської обласної організації та членом Політради ВО «Свобода».
У 2007 році Олег Куцин включений до партійного списку ВО «Свобода» на позачергових виборах до Верховної Ради 7-го скликання.
Олег Куцин балотувався у 2012 році в одномандатному окрузі № 72 (Рахівський район, частина Тячівського району) від ВО «Свобода» до Верховна Рада 7-го скликання, зайняв третє місце, за нього проголосувало 5542 виборці.
На позачергових виборах до Верховної ради 2014 року Олег Куцин включений до партійного списку під № 30. Всеукраїнське об'єднання «Свобода» посіла сьоме місце за кількістю голосів виборців, не подолала 5 % бар'єру, не пройшла до Парламенту.
У 2015 році Олег Куцин очолював виборчий список ВО «Свобода» на виборах до Закарпатської обласної ради 8-го скликання.
З 2015 року очолював «Легіон Свободи», комбатантське об'єднання членів ВО «Свобода», які беруть участь у Війні на сході України.
У березні 2017 року Слідчий комітет Російської Федерації порушив кримінальну справу проти Олега Куцина.

### Окрема зведена штурмова рота «Карпатська Січ»
З початком військових дій на сході України, наприкінці травня — початку червня 2014 року, Олег Куцин організував волонтерську групу зі свободівців, яка почала збирати та доправляти допомогу українським військовикам, які несли службу в районі окупованого Слов'янська Донецької області. Допомагали здебільшого бійцям Національної гвардії і суміжних підрозділів Збройних Сил України. Спочатку волонтерів було всього півтора десятка чоловік, основу становили хлопці зі Стрия, Закарпаття та Києва.
На початку літа 2014 року волонтери вирішили вступити до лав Національної гвардії України. Добровольці пройшли навчання на тренувальній базі в Нових Петрівцях. Відтак створили єдиний підрозділ з побратимів-волонтерів (їх на той час було вже 35 осіб) — Окрему добровольчу чоту «Карпатська Січ» 93-ї механізованої бригади Збройних сил України. Чоту назвали на честь української парамілітарні організації «Карпатська Січ», яка існувала на Закарпатті у 1938—1939 роках. Місцем постійної дислокації Окремої зведеної штурмової роти «Карпатська Січ» стала Дніпропетровська область.
У жовтні 2014 року «Карпатська Січ» зайняла позиції в селищі Піски й залишалася там до березня 2016 року. За цей час чота стало ротою, взяла участь в обороні Донецького аеропорту, боях за Піски, шахту «Бутовка», Водяне, Опитне, Первомайськ.
Олег Куцин був поранений напередодні Різдва, у бою за селище Піски
Останні 10 місяців свого існування Окрема зведена штурмова рота «Карпатська Січ» перебувала під постійними обстрілами ворожої артилерії в околицях Донецького аеропорту. Під час виконання бойових завдань «Карпатська Січ» втратила 7 вояків, 40 зазнали поранень.
13 квітня 2016 року Окрему зведену штурмову роту «Карпатська Січ» розформовано.

### 49-й окремий стрілецький батальйон ЗСУ «Карпатська Січ»
З початком повномасштабної російської агресії 24 лютого 2022 року патріоти без досвіду бойових дій та добровольці з інших країн згуртувалися навколо ядра ветеранів «ОДЧ Карпатська Січ», створивши добровольчий батальйон. Вони обороняли Київ, тримали позиції в Ірпені, Романівці, Стоянці та на Броварському напрямку. Після деокупації Київщини підрозділ виконує завдання на Ізюмському напрямку.
У квітні 2022 року, коли треба було зупинити наступ на Барвінкове, де ворог намагався відсікти основні комунікації наших військ на Донбасі, командувач ОК «Схід» Олег Мікац, який вже кинув у бій усе, навіть батальон забезпечення, особисто звернувся по допомогу до Олега Куцина, командира добровольчого загону «Карпатська Січ» і попрохав його негайно виїхати в Харківську область і очолити оборону в селі Вірнопілля — важливому рубежі перед Барвінковим..
Перед тим 8 квітня у Вірнопіллі загинув комбат 2-го добровольчого батальйону львівського «Правого сектору» Тарас Бобанич.
Куцин негайно виїхав у Вірнопілля із загоном добровольців, у яких на початку не було жодного протитанкового ракетного комплексу, і навіть гранатомети рахували поштучно. На них наступали бойові групи зі складу 1-ї гвардійської танкової армії — 4-ї гвардійської танкової Кантемирівської дивізії та 3-ї Червонопрапорної мотострілецької Вісленської дивізії.
Люди покинули село, яке безперервно обстрілювали танки, артилерія, гелікоптери, штурмовики. Були зруйновані усі будівлі, єдине укриття — підвал розбитої ще в березні школи. Загін «Карпатська Січ», у якому воювали бійці 17 національностей, і росіяни, і американці, і грузини, і латвійці, і французи, і британці, стійко тримав оборону, рівняючись на свого командира. У Вірнопіллі Куцин організував якісну оборону, розвідку, забезпечення.
19 травня 2022 року на знак визнання високих заслуг добровольчого загону головнокомандувач ЗСУ Валерій Залужний за поданням ОК «Схід» утворив 49-й окремий стрілецький батальйон «Карпатська Січ» ЗСУ, командиром якого став Олег Куцин.
Загинув Олег Куцин 19 червня 2022 року на командному пункті в селі Вірнопілля від прямого влучання російської артилерії
1-ша гвардійська танкова армія ворога через Вірнопілля так і не пройшла, Ізюмський плацдарм став для росіян пасткою, яку ЗСУ закрили у вересні.
Поховали полеглого комбата Олега Куцина за козацькими традиціями на Байковому кладовищі в Києві. На церемонії був білий кінь, який прощався зі своїм господарем. За труною йшов козак із оголеною шаблею, яка належала комбату. Грали бандуристи, лунали українські пісні.

## Особисте життя
Був двічі одружений, батько трьох дітей, сина — Тараса та доньок — Олесі та Милани. Старша донька живе в Івано-Франківську, має дві дитини. Син Тарас (був чемпіоном Закарпаття з вільної боротьби) служив у батальйоні батька. Молодшій — Милані, в рік загибелі батька виповнилось 5 років.

## Нагороди
- Нагрудний знак «За оборону Донецького аеропорту»[18];
- Нагрудний знак «Знак пошани»[19];
- «Золотий значок» ВО «Свобода»[20];
- Почесний громадянин міста Тячів[21].
- 2 лютого 2016 року Олег Іванович Куцин — командир механізованого взводу механізованої роти механізованого батальйону 93-ї окремої механізованої бригади оперативного командування «Схід» Сухопутних військ Збройних Сил України, молодший лейтенант, наказом Міністра оборони України № 86, відповідно до ст. 43, 44 Дисциплінарного статуту Збройних Сил України за визначні заслуги в забезпеченні обороноздатності України, зміцненні національної безпеки, зразкове виконання військового обов'язку та виявленні при цьому високий професіоналізм, честь та доблесть, нагороджений відзнакою Міністерства оборони України «Вогнепальна зброя» — 9 мм пістолетом АПС № КВ 1743 у комплекті з 20 патронами.
- Орден Богдана Хмельницького III ступеня (11 листопада 2024)[22]
- Спільна Почесна відзнака Закарпатської обласної ради та Закарпатської обласної державної адміністрації — нагрудний знак «Честь і доблесть Закарпаття» (19 грудня 2024 року)[23]

## Вшанування пам'яті
- У липні 2022 року в Тячеві та селі Руське Поле вулиці Пушкіна перейменовано на честь Олега Куцина[24]. У грудні 2022 року після звернення мешканців вулиці Промислової — провели заміну назви вулиці. Промислова стала Олега Куцина, а Пушкіна повернула попередню назву.
- 23 листопада 2022 року в місті Івано-Франківськ встановлено пам'ятну дошку.[25]
- 20 грудня 2022 року в місті Ізюм вулицю Гастелло перейменовано на вулицю Олега Куцина.[26]
- У грудня 2022 року в місті Конотоп на його честь перейменовано вулицю Гастелло.[27]
- 22 січня 2023 року в Тячівському ліцеї № 1 ім. В. Ґренджі-Донського встановили меморіальну дошку[28].
- У лютому 2023 року в місті Лозова вулицю Лозовського перейменовано на вулицю Олега Куцина.
- 29 листопада 2023 року в місті Луцьк вулицю Чехова перейменовано на вулицю Олега Куцина.[29]
- 30 листопада 2023 року в місті Мукачево вулицю Фраткіна перейменовано на вулицю Олега Куцина.
- У травні 2024 року в місті Барвінкове вулицю Ковпака перейменували на Олега Куцина.
- У червні 2024 року вулицю Гагаріна в селі Нересниця на Закарпатті перейменовано вулицю Гагаріна на Олега Куцина.
- У червні 2024 року вулицю Тімірязєва в Ужгороді перейменували на вулицю Олега Куцина.
- У липні 2024 року вулицю Возз'єднання в місті Хуст перейменували на вулицю Олега Куцина.
- У липні 2024 року вулиці Вайди в селах Вільхівці і Новоселиця перейменували на вулиці Олега Куцина.

Книги
- «Побратима мого зачепила куля вражая» / Упорядн. Р. Коваль. — Київ: Видавництво Марка Мельника, 2023.[30]